# Usina Hidrelétrica Maurício
A Usina Hidrelétrica Maurício é uma usina hidrelétrica brasileira localizada no município de Leopoldina, em Minas Gerais.
A usina foi construída no rio Novo, aproveitando as quedas que formavam a Cachoeira da Fumaça. O reservatório constituído pela barragem localiza-se na divisa dos municípios de Leopoldina e Itamarati de Minas. A casa de força, localizada no município de Leopoldina, abriga 4 unidades geradoras que totalizam 1,28 MW de potência instalada.
A usina recebeu o nome do proprietário da área em que ela foi construída, o coronel Antônio Maurício Barbosa. A pedra fundamental do empreendimento foi lançada em 2 de setembro de 1906 pela então Companhia Força e Luz Cataguazes-Leopoldina. A construção da usina ficou a cargo da empresa Trajano de Medeiros & Cia, e Otávio Carneiro era o engenheiro responsável. Antes que as obras da usina estivessem concluídas, foi firmado um contrato de fornecimento de energia elétrica para a cidade de São João Nepomuceno. A usina entrou em operação no dia 14 de julho de 1908, quando passou a fornecer energia à cidade de Cataguases. Nos dias que se seguiram, outros municípios passaram a receber energia gerada pela usina: Leopoldina em 16 de julho e Rio Novo em 23 de julho.
A Usina Maurício continua em operação nos dias atuais com os equipamentos e estruturas originais. Em 1985, foi instalado, nas proximidades da usina, o Museu da Eletricidade. Em 1999 foi criada  a Reserva Particular do Patrimônio Natural (RPPN) Usina Maurício, formada por 313 hectares, dos quais 280 hectares cobertos por Mata Atlântica, localizados no município de Itamarati de Minas.